# Javier Saviola
Javier Pedro Saviola Fernández (* 11. Dezember 1981 in Buenos Aires) ist ein ehemaliger argentinischer Fußballspieler, der auch die spanische Staatsbürgerschaft besitzt. In Argentinien wurde El Conejo (das Kaninchen) anfangs als Nachfolger Diego Maradonas gehandelt.

## Karriere

### Im Verein
Saviola spielte seit seinem achten Lebensjahr bei River Plate, für die er am 18. Oktober 1998 im Alter von 16 Jahren in der ersten argentinischen Liga debütierte und das Ausgleichstor zum 2:2 gegen Gimnasia Jujuy erzielte. 1999 wurde er zu Argentiniens Fußballer des Jahres gewählt. Dabei war er jünger als Diego Maradona, dem dies erstmals 1979 gelang.

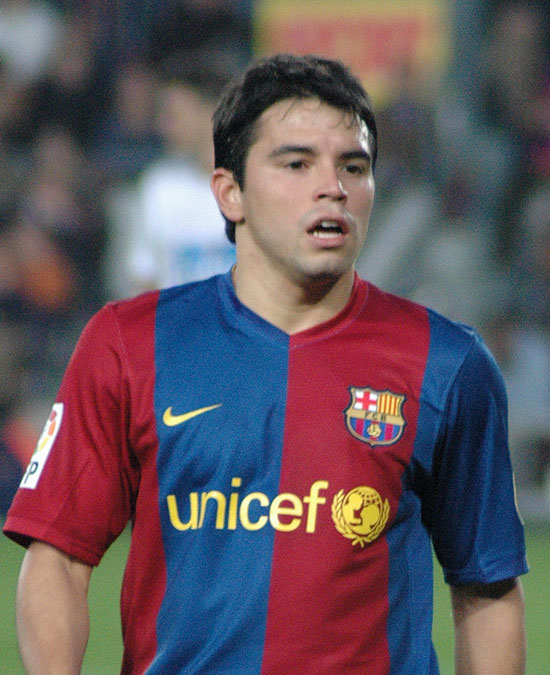
Javier Saviola im Trikot des FC Barcelona 2007

In der Geschichte der argentinischen Liga war er 1999 (im Torneo de Apertura) mit 18 Jahren und 9 Tagen der zweitjüngste Torschützenkönig, nur um acht Tage älter als seinerzeit Diego Maradona. Er gewann mit River Plate das Torneo de Apertura 1999 und das Torneo de Clausura 2000.
Mit 19 Jahren wechselte er zur Saison 2001/02 zum FC Barcelona, bei dem er bis zum Sommer 2007 unter Vertrag stand.
Nachdem der Stürmer in der Saison 2003/04 14 Treffer für die Katalanen erzielt hatte, wurde er nach den Verpflichtungen des Franzosen Ludovic Giuly und des Schweden Henrik Larsson im Sommer 2004 für ein Jahr an den AS Monaco ausgeliehen und sollte dort den Verlust von Fernando Morientes wett machen. In der Saison 2005/06 spielte er für den FC Sevilla. Am 10. Mai 2006 gewann er mit dem FC Sevilla das Finale um den UEFA-Pokal. Allerdings wurde Saviola in diesem Spiel nach der ersten Halbzeit ausgewechselt. Zu Beginn der Saison 2006/07 befand er sich wieder im Kader des FC Barcelona, kam aber häufig nicht über die Jokerrolle hinaus. In 18 Ligapartien erzielte der Argentinier fünf Treffer, kam jedoch kein einziges Mal über die volle Spieldauer zum Einsatz.
Im Juli 2007 wechselte Saviola ablösefrei zum Erzrivalen Real Madrid. Dort absolvierte er in zwei Jahren 17 Spiele und erzielte vier Tore.
Zur Saison 2009/10 wechselte er für eine Ablösesumme von fünf Millionen Euro zum portugiesischen Rekordmeister Benfica Lissabon. Nach 69 Ligaspielen und 24 Ligatoren verließ er Benfica zum Ende der Transferperiode im Sommer 2012 zum spanischen Erstligisten FC Málaga. Dort unterschrieb Saviola einen Einjahresvertrag.
Im Juli 2013 wechselte er zum griechischen Rekordmeister Olympiakos Piräus. Er unterschrieb einen Zweijahresvertrag bei den Griechen. 2014 wechselte Saviola dann zu Hellas Verona. Ein Jahr später kehrte er wieder zurück zu River Plate. Im Sommer 2016 beendete Saviola seine Karriere.

### In der Nationalmannschaft
Bei den U20-Weltmeisterschaften 2001 in Argentinien wurde er Weltmeister und Torschützenkönig des Turniers. Saviola wurde zu Südamerikas Fußballer des Jahres 1999 gewählt, 2004 wurde er in die "FIFA 100"-Liste der 125 besten lebenden Fußballer aufgenommen und in die Olympiamannschaft Argentiniens bei den Olympischen Sommerspielen in Athen berufen. Dort errang er mit seiner Mannschaft die Goldmedaille.
Mit 18 Jahren debütierte Saviola am 16. August 2000 in der argentinischen Nationalmannschaft bei einem Spiel gegen Paraguay (Endergebnis 1:1).
Saviola nahm am Konföderationen-Pokal 2005 teil. Da er im Halbfinale gegen Mexiko die rote Karte gesehen hatte, musste er im Finale, das seine Mannschaft gegen den südamerikanischen Rivalen Brasilien mit 1:4 verlor, pausieren. Er nahm zudem an der Qualifikation zur Fußball-Weltmeisterschaft 2006 mit Argentinien, die sich für die WM in Deutschland qualifizierten, teil.
Bei der Fußball-WM 2006 schoss Saviola das 2:0 für Argentinien im Spiel gegen die Elfenbeinküste und bereitete außerdem beim 6:0 gegen Serbien und Montenegro zwei Tore vor. Gegen die Niederlande wurde er von Trainer José Pekerman geschont.

## Erfolge/Titel
Als Nationalspieler 
- Junioren-Weltmeister: 2001
- Zweiter Platz beim Confed Cup: 2005
- Goldmedaille beim olympischen Fußballturnier: 2004

 Mit seinen Vereinen 
- Copa Libertadores: 2015
- Spanischer Meister: 2008
- Argentinischer Meister: 1999 (Torneo Clausura), 2000 (Torneo Apertura)
- UEFA-Pokalsieger: 2006
- Spanischer Supercup: 2008
- Portugiesische Meisterschaft: 2010
- Taça da Liga: 2010, 2011, 2012
- Griechischer Meister: 2013/14

 Auszeichnungen 
- Torschützenkönig der Torneo Apertura: 1999
- Torschützenkönig der Copa del Rey: 2007[3]
- Südamerikas Fußballer des Jahres: 1999
- Bester Spieler und Torschützenkönig der Junioren-Fußballweltmeisterschaft: 2001